# 中兴街道 (沈阳市)
中兴街道，是中华人民共和国辽宁省沈阳市苏家屯区下辖的一个乡镇级行政单位。

## 行政区划
中兴街道下辖以下地区：
莱茵南郡社区、育红社区、中兴社区、官房社区、铜兴社区、十里锦城社区、施官社区、七家社区和苏家社区。